# Bdellophaga angulata
Genre
Espèce
Bdellophaga angulata, unique représentant du genre Bdellophaga, est une espèce de solifuges de la famille des Gylippidae.

## Distribution
Cette espèce est endémique de Namibie. Elle se rencontre vers Wissenfels.

## Publication originale
- Wharton, 1981 : Namibian Solifugae (Arachnida). Cimbebasia Memoir, no 5, p. 5-87.